# گاو سیستانی
گاو سیستانی نژادی نیمه وحشی از زیرگونه گاو کوهان‌دار (نام علمی: Bos taurus indicus) است که ظاهر آن با دیگر گاوها متفاوت می‌باشد.

## پیشینه
از آن جهت که اسکلت این گاو در کوه‌های اسکاندیناوی یافت شده‌است، قدیمی‌ترین نژاد گاو جهان می‌باشد که با این تفاسیر می‌توان ادعای باستانی بودن این نژاد را مطرح نمود.
این گاو سال‌ها و حتی سده‌ها در منطقه سیستان به حیات خود ادامه داده‌است به گونه‌ای که آثار به دست آمده از حفاری‌ها و اکتشافات باستانی در شهر سوخته نشان می‌دهد که ۲۵۰۰ سال پیش از میلاد مسیح در این منطقه گاو سیستانی زیست می‌کرده‌است. گاو سیستانی از حدود ۵۰۰۰ سال پیش در منطقه اطراف دریاچه هامون می‌زیسته و همواره از آن برای کار کشاورزی، تولید شیر و گوشت استفاده می‌شده‌است.
جمعیت این نژاد گاو اکنون که در معرض خطر انقراض قرار دارد.

### تعداد گاو سیستانی موجود در ایران
دشت سیستان به دلیل خشکسالی در پرورش گاو سیستانی دچار مشکلات فراوانی شده‌است. با توجه به اینکه گاو سیستانی از نوع گوشتی می‌باشد و مقدار زیادی علوفه مصرف می‌کند، کشاورزان و دامداران به‌دلیل درآمد پایین ناشی از خشکسالی در تأمین علوفهٔ آن دچار مشکل هستند. ادامه‌دار بودن دوران خشکسالی و هزینه‌های بالای نگهداری و پرورش گاو سیستانی موجب ازبین رفتن تمایل دامداران و کشاورزان در پرواربندی این دام گردید.
تا پیش از شروع خشکسالی، بیش از ۱۳۰٬۰۰۰ رأس گاو سیستانی در منطقه موجود بود اما اکنون تنها ۲۳۰ رأس از این نوع دام در مرکز تحقیقات کشاورزی زهک وجود دارد که با توجه به کم بودن میزان اعتبارات، مشکلات زیادی در تأمین علوفهٔ گاوهای سیستانی‌های موجود در مرکز تحقیقات وجود دارد.

## ویژگی‌های ظاهری
گاوهای نژاد سیستانی هیکل متوسط، سُم‌های قوی و محکم، بدنی کشیده و قوس‌دار، کپل متوسط، سری کوچک با پیشانی پهن و برجسته و موهایی تا اندازه‌ای خشن دارند. داشتن غبغبی بلند و چیندار از خصوصیات بارز گاو سیستانی به‌شمار می‌رود. قسمت‌های خلفی و ران‌ها، به‌خصوص در گاوهای نر و پرواری بسیار پهن و بزرگ و دارای عضله‌بندی زیاد و مرغوبی است که به خصوصیات تیپ گاوهای گوشتی نزدیک است.
صفت بی‌شاخی در این نژاد غالب بوده و اغلب گاوهای نر و ماده فاقد شاخ یا دارای شاخ‌های کوتاه و لق هستند. رنگ غالب در این نژاد سیاه بوده اما رنگ‌های ابلق (سیاه و سفید)، خاکستری، خرمایی و … نیز در بین این نژاد دیده می‌شود. به نظر دامداران محلی، رنگ ابلق و سیاه دارای اصالت بیشتری هستند.

## ویژگی‌های فیزیکی

### گاو ماده
- متوسط وزن گوساله‌ها در هنگام تولد: ۱۸ الی ۲۲ کیلوگرم
- دوره شیردهی: ۷ ماه
- وزن متوسط: ۲۵۰ الی ۴۰۰ کیلوگرام
- طول بدن: ۲ متر
- متوسط ارتفاع بدن ۱۳۲سانتی‌متر

### گاو نر
- وزن متوسط: ۳۵۰ الی ۴۵۰ کیلوگرم
- طول بدن: ۲. ۲ متر
- متوسط ارتفاع بدن: ۱۴۶سانتی‌متر
- دور سینه گاوهای نر: ۱۸۲ سانتی‌متر
- ارتفاع جدوگاه: ۱۳۲سانتی‌متر
- سن مناسب شروع پروار: ۱۰–۱۲ ماهگی

افزایش وزن روزانه گوساله‌های نژاد سیستانی در صورت استفاده از جیره غذایی مناسب، در طول ۶ ماه پرواربندی، ۱٫۱۳ کیلوگرم است ضریب تبدیل موادغذایی (F. C) به گوشت، متوسط هشت به یک است.

## قدرت سازگاری گاو سیستانی
در بین نژادهای بومی ایران، گاو سیستانی از استعداد رشد و تولید گوشت بالایی برخوردار است. خصوصیات این نژاد نظیر مقاومت به بیماری‌ها، کنه‌ها، تغییرات جوی و کم توقعی در کنار استعداد رشد و پروار شدن جبرانی گوسالههای نر سیستانی در زمان پرواربندی، قابلیت تولید گوشت، کمیت و کیفیت لاشه، بازده غذایی و قابلیت پرواربندی مناسب در این نژاد قابل توجه است، همچنین این گاو بومی قدرت شنا و تعلیف در آب‌های دریاچه هامون دارد.
حیوانات این نژاد بسیار قانع هستند، به طوری که خوراک عمده آن‌ها را در طول سال، نیزارهای اطراف دریاچه و کاه تشکیل می‌دهد و شاید اغراق نباشد اگر گفته شود هیچ نژاد غیر بومی توان تحمل و تولید تحت چنین شرایطی را ندارد. بخش مهمی از قابلیت‌های ژنتیکی این دام بر اثر انتخاب طبیعی و مصنوعی در شرایط سخت و نامساعد آب و هوایی منطقه، طی سالیان طولانی حاصل شده‌است.
از ویژگی‌های سازگاری این نژاد با محیط طبیعی، می‌توان به کوهان گاو به عنوان محلی برای ذخیره انرژی به دلیل کمبود منابع خوراک دام در این ناحیه اشاره کرد.

## عادت به زندگی گروهی
گاوهای سیستانی به علت قرن‌ها زیست آزاد و بدون قید و بند در دشت هامون و کنار دریاچه عادت به زندگی گروهی و گله‌ای کرده‌اند.

## رفتار

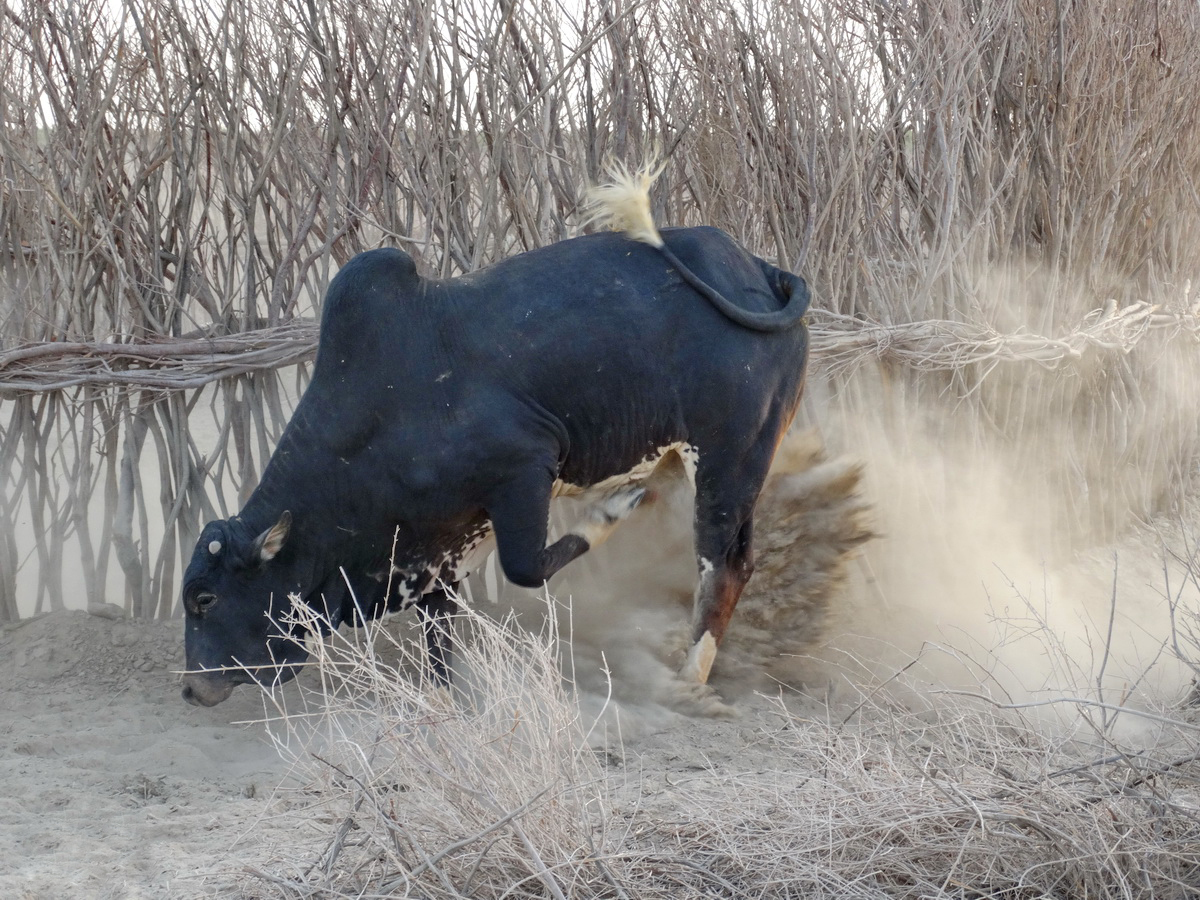
عصبانیت یک گاو سیستانی

گاو سیستانی به داشتن ویژگی‌های زیر شناخته می‌شود:
1. مقاومت نسبت به بیماری‌ها
2. مقاومت در برابر سرما و تغییرات جوی
3. قانع بودن و کم توقعی به کمیت و کیفیت غذا
4. قابلیت تطابق با محیط زیست جدید
5. داشتن قدرت شنا و تعلیف در آب‌های دریاچه هامون

گاوهای سیستانی به‌طور کلی گاوهای نیمه وحشی هستند اما در مواردی هم به یکدیگر بسیار با عاطفه و با علاقه می‌گردند.
این گاوها از آن جهت که نیمه وحشی هستند، در بیشتر مواقع در سالن شیردوشی بسیار ناآرام و بی‌قرار بوده و با پریدن از روی نرده و آخور سعی می‌کنند از سالن شیردوشی فرار کنند. یا آن که لگدهای مداوم و پی در پی را به ماشین شیردوشی وارد می‌کنند.
تغذیه گوساله‌های این گاو به صورت دستی بسیار سخت است، چرا که گوساله‌های این گاو به خوردن شیر از پستان مادر عادت دارند، بنابراین در خوردن شیر توسط شیشه و پستانک مانند آنچه که در دام‌های اصیل مطرح است مقاومت می‌کنند.

## شیر
گاو سیستانی در طول مدت ۲۲۰ روز، ۱۲۶۲ کیلوگرم شیر (۵٫۷ کیلوگرم در روز) در شرایط پرورش سنتی تولید می‌کند. گروهی از دامپروران در هر دوره ۱۶۰۰ لیتر شیر (متوسط تولید شیر روزانه ۷کیلوگرم) به دست آورده‌اند که البته تغییرات میزان شیر به چگونگی تغذیه و انتخاب دام بستگی دارد.
شیر گاو سیستانی از لحاظ مقدار چربی و پروتئین، غنی‌تر از بسیاری از نژادهای گاو است. متوسط تولید چربی شیر آن‌ها ۴٫۶ درصد است که پس از گاو تالشی بیشترین درصد چربی را در میان گاوهای ایرانی دارد و مقدار پروتئین شیر آن‌ها ۴٫۲۲ درصد است.

## گوشت
بافت گوشت این گاو به گونه‌ای است که چربی با گوشت عجین شده و مزه خاصی ایجاد نموده‌است.